# Aleksiej Rybakow (funkcjonariusz NKWD)
Aleksiej Aleksandrowicz Rybakow (ur. 1901 w miejscowości Tichonowa Pustyń k. Kaługi, zm. 1969 w obwodzie krymskim) –  radziecki funkcjonariusz organów bezpieczeństwa, pułkownik NKWD, jeden ze sprawców zbrodni katyńskiej.
W 1914 skończył szkołę parafialną, pracował jako wozak w tartaku, potem czeladnik u tokarza w zakładzie mechanicznym, od marca do grudnia 1917 pracował w gospodarstwie matki, potem został przewodniczącym sielsowietu. Od lutego do maja 1920 służył w 29 Pułku Strzeleckim Armii Czerwonej w Kałudze, następnie w 2 Rezerwowym Pułku Strzeleckim w Sierpuchowie, od sierpnia 1920 należał do RKP(b). W grudniu 1920 wstąpił do Czeki. Od końca lat 30. szef Oddziału Operacyjnego Głównego Zarządu Wojsk Konwojowych NKWD ZSRR w stopniu pułkownika, w 1940 nadzorował wywożenie polskich jeńców do lasu katyńskiego. 26 października 1940 wymieniony w rozkazie Ławrientija Berii dotyczącym przyznania nagród funkcjonariuszom NKWD za "pomyślne wykonanie zadań specjalnych". W 1941 został p.o. zastępcą szefa Oddziału Służby w Zarządzie Wojsk Konwojowych NKWD, a później naczelnikiem III Oddziału I Głównego Zarządu Wojsk Wewnętrznych NKWD. Od 1942 szef Oddziału Lokalnej Obrony Przeciwlotniczej Uzbeckiej SRR, w 1945 otrzymał analogiczne stanowisko w Zarządzie NKWD obwodu krymskiego. Po przejściu na emeryturę naczelnik wydziału kadr w przedsiębiorstwie handlu specjalnego w Symferopolu.

## Odznaczenia
- Order Lenina (12 maja 1945)
- Order Czerwonego Sztandaru (15 stycznia 1945)
- Order Czerwonej Gwiazdy (28 października 1967)